# Sarles
Sarles és una població dels Estats Units a l'estat de Dakota del Nord. Segons el cens del 2000 tenia 25 habitants.

## Demografia
Segons el cens del 2000, Sarles tenia 25 habitants, 16 habitatges, i 5 famílies. La densitat de població era de 37,1 hab./km².
Dels 16 habitatges en un 12,5% hi vivien nens de menys de 18 anys, en un 25% hi vivien parelles casades, en un 6,3% dones solteres, i en un 68,8% no eren unitats familiars. En el 68,8% dels habitatges hi vivien persones soles el 43,8% de les quals corresponia a persones de 65 anys o més que vivien soles. El nombre mitjà de persones vivint en cada habitatge era d'1,56 i el nombre mitjà de persones que vivien en cada família era de 2,4.
Per edats la població es repartia de la següent manera: un 8% tenia menys de 18 anys, un 4% entre 18 i 24, un 24% entre 25 i 44, un 28% de 45 a 60 i un 36% 65 anys o més.
L'edat mediana era de 56 anys. Per cada 100 dones de 18 o més anys hi havia 130 homes.
La renda mediana per habitatge era de 31.875 $ i la renda mediana per família de 36.875 $. Els homes tenien una renda mediana de 31.250 $ mentre que les dones 0 $. La renda per capita de la població era de 21.479 $. Cap de les famílies i el 8,3% de la població estaven per davall del llindar de pobresa.

## Poblacions més properes
El següent diagrama mostra les poblacions més properes.